# بندر بن طلال بن عبد الله الرشيد
الأمير بندر الطلال العبد الله الرشيد (1271هـ-1850م / 1289هـ-1873م) رابع حكام إمارة جبل شمر في حائل (فترة حكمه:1869 - 1873)، تولى الحكم بعد أن قتل عمه متعب، فقد كان يرى أنه الأحق بالحكم بعد وفاة والده طلال ثاني حكام الأسرة. تولى مقاليد الحكم وعمره 20 عاماً، وفي العام الذي تولى فيه بندر الحكم توفي العم الأكبر وعميد الأسرة عبيد العلي الرشيد، وكان بندر يعتمد على هيبة وسلطة عمه عبيد المعنوية التي شكلت درعًا لحمايته من عمه محمد العبدالله الرشيد شقيق المغدور متعب، وكان محمد أثناء قتل أخيه متعب موجوداً في الرياض عند عبد الله بن فيصل، ولم يتمكن من الأخذ بثأر أخيه بسبب وجود عبيد في حائل.
وبعد وفاة عبيد توجه بندر الطلال إلى الرياض في محاولة لاسترضاء عمه محمد، حيث تكللت بالنجاح، فقد اتفقوا على أن يبقى بندر حاكما فيما يتولى محمد العبدالله إدارة قوافل الحج القادمة من إيران والعراق والتي تمر بحائل وتعتبر موردها الاقتصادي الأهم، فرضي محمد بهذا المنصب الهام وسارت الأمور في حائل على ما يرام. ولكن في سنة 1873م أي بعد ثلاثة أعوام من تولي بندر السلطة، حدث خلاف بينه وبين عمه محمد العبدالله المسؤول عن القوافل، وكان السبب في ذلك أفراد من قبيلة الظفير قدموا مع إحدى قوافل الحج، ومنعهم بندر من دخول حائل وأمرهم بالرجوع من حيث جاؤوا لخلاف بينه وبين قادة قبيلتهم، ولكن محمد العبدالله سمح لهذه القافلة بالدخول إلى حائل ومواصلة مسيرها، وحينها غضب بندر الطلال فاستدعى محمد العبدالله وقال له : " من هو الأمير ؟ أنا أم أنت ؟ "، وحينها ثار الخلاف بينهم، راح ضحيتها بندر وأخوته على يد عمهم محمد العبدالله بالاتفاق مع ابن عمه حمود بن عبيد وآل سبهان، وكان ذلك سنة 1289هـ/1873م.

## البداية
كانت مسألة انتقال السلطة غير واضحة لدى أفراد أسرة آل رشيد وهو ما أدى إلى وجود مصادمات امتدت حتى نهاية دولتهم، وكانت أولى المصادمات هي التي جرت بين الأمير بندر الطلال وبين عمه متعب. إذ أنه بعد وفاة عبد الله العلي المؤسس الأول، قام أخوه عبيد بتولية ابن عبد الله (طلال) حاكماً، أي أن السلطة انتقلت من الأب إلى الأبن وليس من الأخ للأخ. ومن هذا المنطلق اعتبر بندر الطلال أنه الأحق بالحكم من عمه متعب، لأنه وبصفته الابن الأكبر لطلال، يجب أن يرث الحكم.
من جانبه رفض متعب العبد الله التنازل عن السلطة، وبدأ بقطع الأموال عن أبناء طلال، وحاول عمهم الأكبر عبيد أن يصلح فيما بينهم إلا أن متعب لم يستجب لمحاولات التسوية، فشكّل بندر وبدر حلفاً لمواجهة عمهم الأمير متعب. وبما أن لدى متعب وزير سوء، فقد أمره بالتضييق على أولاد أخيه طلال، وقام الوزير بضربهم برضا متعب. فغضيوا لذلك وأتوا عبيد عم أبيهم فاشتكوا له، فرد عليهم بأنه عمهم وبمنزلة الوالد، ولا يتدخل بتلك الأمور. ومع ذلك دخل عبيد على متعب يؤنبه قائلا: بأنهم ليسوا بصغار ليؤدبوا بالضرب، وأخاف عليك أن تثير حنقهم. فرد عليه متعب: إنما أنت شايب خبل، والله لو وجدوني ميتًا لاعتقدوا أني نائم. وفي تلك اللحظة كان خادم أبناء طلال يتجسس على ما دار من كلام بينهما، فلما تيقنوا من إصرار متعب وتخلي عبيد عن الموضوع، اغتنموها فرصة، فقام بندر وبدر بقتل عمهم متعب رمياً بالرصاص، وقتل عمهم عبيد «عليوي بن كريشان الخالدي» مستشار متعب، ونصب بندر الطلال نفسه حاكماً لحائل في 1869م وكان عمره آنذاك 20 عامًا. وعندما قُتل متعب بن عبد الله كان أخوه محمد وافدًا في الرياض على الإمام عبد الله بن فيصل بن تركي آل سعود ومعه هدايا الجبل، فلما بلغه الخبر غضب وقرر البقاء في الرياض بحجة طلب العلم.

## المصالحة مع عمه
بدأ بندر بالسير على سياسة أبيه طلال وقرب إليه عمه عبيد (الذي أضحى طاعنًا في السن) طمعاً في هيبته وسلطته المعنوية على بقية أفراد الأسرة. إلا أنه واجه الهزة أولى بوفاة عميد الأسرة عبيد العلي الرشيد سنة 1286هـ/ أواخر 1869، فقد كان بندر يستند عليه في مواجهة بقية أفراد الأسرة خصوصاً وأن جزءاً كبيراً منهم كانوا غير راضين عن قيامه بقتل عمه متعب العبد الله وانتزاع السلطة بالقوة، وأخطر هؤلاء الناقمين عليه كان عمه محمد العبدالله الموجود في الرياض وقت مقتل متعب، وكان قرار الأمير محمد البقاء في الرياض عائد إلى وجود عمه الأمير عبيد في حائل ولم يرغب بالتصادم معه، وتشير مصادر إلى أن لعبيد يدًا في مقتل متعب، لذا فقد بقي في الرياض مدة سنة كاملة. وبعد وفاة عبيد خاف بندر من أن يساعد الإمام عبد الله عمه محمد عليه، فبعد أن غزا الصعران من مطير في الشوكي فأخذهم وقتل زعيمهم هذال بن عليان بن غرير بن بصيص. ثم حمل نفسه وتوجه بهدية إلى الإمام وأتاه واعتذر إليه عن قتله لمتعب، وطلب منه التوسط لدى عمه، فاجتمع به وقال له:أنت عمنا وخليفتنا في أبينا، وأن أردت الأمر فأنا أعاهدك أن الأمر لك وأنا خادمك. فرد محمد: لاأريد هذا الأمر، فهو لأبيكم ولكم، ولكن أريد إمارة الحاج. فاتفقا بينهما في حضور الإمام عبد الله على التالي:
1. يبقى بندر الطلال حاكماً على حائل وتبقى بيده القوة العسكرية والسياسة الخارجية.
2. يعين محمد العبد الله أميرًا على قوافل الحج والتجارية، فاتفق الاثنان على ذلك وعادا معاً إلى حائل.[8]

## مقتله
بعد عودة محمد إلى حائل واستلامه لمنصب حماية الحاج، جرت الأمور هادئة حيث بندر رجل أخلاقه حميدة، ولكن إخوانه تنكروا لعمهم وأخافوه، وغيروا أحوال بندر نحو عمه. وسرعان ما حدث بينهما النزاع، حين أصدر الأمير بندر الطلال أمراً للجميع بعدم التعامل مع أي فرد من قبيلة الظفير وألا يسمح لهم ولا لقوافلهم بدخول حائل. وكان الأمير بندر يعلم بأن لعمه محمد تجارة من العراق، وأنه يستأجر إبلاً لينقل البضاعة من العراق إلى حائل. وفي سنة 1289هـ/1872م وبعد ارجاع الحاج إلى النجف، وصلت الأخبار إلى محمد بأن الغلاء والجفاف في نجد قد وصل حائل، وأن أهلها أصابهم القحط، فأعلن: من أراد أن يحمل لنا عيش (تمن وهو الأرز) إلى الجبل نعطيه حملين، لنا حمل وله الحمل الآخر كائنا من كان. فأتاه خلق كثير، ومن جملة من أتوه رجال من قبيلة الظفير فحملوا مقدار خمسمئة حمل لمحمد الرشيد، وهو مايسمى بالميادة، ولكن اشترطوا أن يحميهم من ابن أخيه بندر، فعرض لهم محمد وجهه وضمن لهم جمالهم وأرواحهم طمعًا منه بأن تنتفع حائل واهلها منهم. فاستقل مع محمد ابن رشيد 4000 جمل كلها محملة بالتمن أو الأرز. إلا أنه قليل الوثوق من بندر أن يمضي له ما أراد ويؤمن الظفير، وفلما قرب من حائل ومعه الحدرة (القافلة) أمر عليهم أن يقيموا على ماء يبعد عن حائل مسيرة يومين ويركب هو بنفسه ويواجه الأمير بندر ويخبره بما فعل. فلما وصل حائل اتجه إليه حيث كان في مكان يسمى الخريمي شمال شرق السمراء وأسفل حائل لغرس النخل فيها، وقيل كان يتنزه في بعض ضواحي حائل، وقيل أنه كان في بستان له في أسفل البلد يغرس فيه، ويبعد عن القصر ثلثي الساعة، ولم يكن مع بندر أحد من أخوته، بل كان معه حمود بن عبيد بن علي الرشيد، وكانت بين حمود ومحمد صداقة قديمة، وقد كان حمود حاضر عملية الاغتيال. فقدم محمد إلى بندر ومعه خمس ركايب، وأخبره بخبر الظفير ومجيئهم معه. فامتعض بندر وتغير لونه قائلا: مأخوذين مذبوحين. فقال له محمد: أنا أعطيتهم وجهي ثقة بك، فانظر أنت فالمصلحة عامة للشيوخ ولأهل حائل. فرد عليه بندر: أنت مالك وجه، مأخوذين مذبوحين. فسكت محمد وكظم ما يختلج في نفسه حيث هم بالفتك به.
فلما صلوا العصر أمر بندر أحد خدامه أن بعطي محمد فرسًا ليركبها بدلا من راحلته، لأنه يريد محادثته وهما يسيران، وقيل أن محمدًا عندما وصلا فوق وادي الأديرع طلب من أحد اتباعه أن يعطيه فرسه ليري الأمير أنه أخرج الرصاصة التي كانت في رجله، فقفز على صهوتها ثم بخفة البرق قفز خلف بندر فأغمد خنجره في جوفه، فلما أحس بالموت قال: يامحمد ياعمي، فرد عليه: ماجعلت في قلوبنا رحمة أو محبة. بينما ذكر ضاري الرشيد أن محمد أراد أن يري بندر مكان الرصاصة التي اخرجها، فلما مال بندر، فإذا يد محمد اليسرى على رأس الأمير والخنجر بيده اليمنى، فسحبه وطعنه بقوة وسقطا، فما وصل بندر الأرض إلا ميتاً. ولم يتدخل خدم بندر في الأمر لأن من عادة خدام آل رشيد وعبيدهم أنهم لا ينصرون بعضهم على بعض إذا تقاتلوا بينهم، بل يطيعون القاتل إن أصبح أميرًا عليهم.

### استيلاء محمد بن عبد الله على الحكم
لم يتمكن محمد بعد أن قتل بندر أن يقدم على احتلال قصر الإمارة، فلا أخوة له أحياء ولا أبناء حيث كان عقيمًا، فبقي خارج حائل متخوفًا من عدم مساعدة أهل حائل له، وقصد قلعة عيرف في جبل الأعيرف المطل على حائل يراقب تطورات الوضع. أما ابن عمه حمود العبيد فبعد أن رأى مقتل بندر -وقد كان يؤيد محمد ضمنيًا على ذلك- توجه مباشرة إلى حائل ودخل قصر برزان نحو غرفة السلاح وقام بتوزيع البنادق والسيوف على خدمه ورجاله، ووزعهم داخل القصر، حيث إخوة بندر موجودين بالقصر، وبعدها علم أبناء طلال بمقتل أخيهم فتحصنوا في القصر بعد أن حاصرهم حمود، أما أهل حائل فلم تكن لهم الرغبة في مساعدة إخوة بندر لما يعهدون فيهم من شر. وفي تلك الأثناء قدم محمد ومعه حوالي 40 رجلا من أهل لبدة وتوجه نحو القصر، وقد تمكن حمود من فتح ثغرة فيه فدخلوا فيه جميعًا، فهرب من ليلته كلا من سلطان وبدر ومسلط أبناء طلال الرشيد، وفي الصباح دخل محمد وحمود القصر، فنصب محمد نفسه حاكماً لحائل، حيث بدأ العصر الذهبي لإمارة حايل دامت 25 سنة، وكان ذلك سنة 1289هـ/1872م.

### مشكلة أبناء طلال
بعد محاصرة قصر برزان هرب االأبناء الكبار للأمير طلال وهم: بدر ومسلط وسلطان من القصر. أما سلطان فقد وقع من القصر وانكسرت رجله واحتجز في بيت، واما بدر فقد هرب إلى من حائل فخرجت وراءه سرية تبحث عنه فوجدته قد وصل الجبل بمقدار خمس ساعات، واما مسلط فقد ضاع في الصحراء فوجدوه فاقتادوه، وهؤلاء الثلاثة قد قتلهم محمد بن عبد الله. أما البقية فقد كانوا صغارًا، فبعد ثلاث سنوات أي في سنة 1291هـ/1874م قتل نهار وعبد الله لمحاولتهم الأخذ بثأر إخوانهم، وفي سنة 1881م قتل الأخ الأصغر نايف، في حين ذكر الحماد أن نايف بن طلال قتل سنة 1304هـ/1887م بطلق ناري خاطئ إثناء مشاركته أداء العرضة ولا يعرف من قتله.

## أهم الأحداث في عهده
- لجوء الإمام عبد الله بن فيصل إليه طالبا المساعدة لإرجاعه إلى الحكم بعد أن طرده أخوه سعود من الحكم في الرياض، خاصة أنه متزوج من عمته نورة بنت عبد الله آل رشيد، إلا أن الأمير بندر اعتذر عن مساعدته على الرغم من وساطة شريف الحجاز.[24][25] وقد برر قوشون ذلك الاعتذار بأن الأمير بندر لم يستطع أن يمنع الاعتراف بسعود أميرًا على نجد، بالإضافة إلى أن هناك قبائل حليفة لبندر وقفت مع سعود.[26]
- أرسل بندر إلى القيادة العثمانية في الأحساء بعد استيلائهم عليها عارضًا خدماته في حال أرادوا التقدم من الأحساء صوب الرياض.[27]

## الملاحظات
1. ↑  الميادة هي أن يقوم صاحب الإبل بنقل الطعام مقابل كروة متفق عليها، وقد يصل الاتفاق إلى نصف الطعام.[10] فأحضر محمد ابن رشيد الأرز وهم أحضروا الجمال، فلهم نصف الحمل، وله النصف الآخر.[11]
2. ↑  ذكر البسام في كتابه تحفة المشتاق أن الحادثة جرت في 5 ربيع الأول 1289هـ/مايو 1872م،[19] في حين ذكر الحماد أن الوثائق العثمانية قالت بأن بندر كان حيا في 27 رجب 1289هـ/سبتمبر 1872م لاستلامه الوسام المجيدي من الدرجة الثالثة، وأوردت خبر وفاته في شوال 1289هـ/ديسمبر 1872م.[20]